# 키스 더 라디오
《한해의 키스 더 라디오》는 KBS 쿨FM(수도권 FM 89.1MHz)에서 매일 밤 10시부터 밤 12시까지 방송되고 있는 라디오 프로그램이다. 2014년 4월 26일에는 방송 10주년을 맞이했고, 2016년 4월 26일에는 방송 12주년을 맞이했고, 2019년 4월 26일에는 방송 15주년을 맞이했으나, 2024년 4월 26일에는 방송 20주년을 맞이했다.

## 역대 DJ
- 1대 데니안 (남) : 2004년 4월 26일 ~ 2006년 8월 20일 (god데니의 키스 더 라디오)
- 2대 이특, 은혁 (남) : 2006년 8월 21일 ~ 2011년 12월 4일 (슈퍼주니어의 키스 더 라디오)
- 3대 성민, 려욱 (남) : 2011년 12월 5일 ~ 2013년 4월 7일 (슈퍼주니어의 키스 더 라디오)
- 4대 려욱 (남) : 2013년 4월 8일 ~ 2016년 4월 24일 (슈퍼주니어의 키스 더 라디오)
- 5대 이특 (남) : 2016년 4월 25일 ~ 10월 16일 (슈퍼주니어의 키스 더 라디오)
- 6대 이홍기 (남) : 2016년 10월 17일 ~ 2018년 5월 13일 (이홍기의 키스 더 라디오)
- 7대 곽진언 (남) : 2018년 5월 14일 ~ 12월 16일 (키스 더 라디오, 곽진언입니다)
- 8대 박원 (남) : 2018년 12월 17일 ~ 2020년 11월 1일 (박원의 키스 더 라디오)
- 9대 Young K 1차 (남) : 2020년 11월 23일 ~ 2021년 10월 10일 (DAY6의 키스 더 라디오)
- 10대 이민혁 (남) : 2021년 11월 1일 ~ 2023년 6월 4일 (비투비의 키스 더 라디오)
- 11대 Young K 2차 (남) : 2023년 6월 19일 ~ 2024년 6월 30일 (DAY6의 키스 더 라디오)
- 12대 아이엠 (남) : 2024년 7월 1일 ~ 2025년 6월 29일 (몬스타엑스 아이엠의 키스 더 라디오)
- 13대 한해 (남) : 2025년 7월 7일 ~ (한해의 키스 더 라디오)
  - 단, 역대 DJ는 모두 남자들이다.

## 코너

### 현재 코너 (2025년 8월 기준)

#### 매일 코너
- 하네마네
- 내일의 맛
- 사연과 신청곡

#### 요일 코너
- [월] 희한해 (with 전웅)
- [화/목] 놀라운 초대석
- [수] 자이로! 드랍 더 하트 (with 자이로)
- [금] 무알콜 진담: 한해우소
- [일] 키라 뮤직 페어링

## 참고 사항
- 이 프로그램은 KBS 쿨FM 프로그램 중 유일무이하게 DMB 청취가 불가능했지만 2018년 5월 14일부터 수도권 외 지역에서도 키스 더 라디오 청취가 가능해졌다.
- 2011년 2월 28일부터 6월 20일까지는 은혁이 슈퍼주니어-M의 중국 활동으로 인하여 일시적으로 하차했다. 이에 따라 예성이 이특과 함께 키스 더 라디오의 진행을 맡았다.
- KBS 양대노조의 파업으로 인해 기존에 KBS 2라디오(해피FM) 로 방송되던 강서은의 밤을 잊은 그대에게가 결방하는 일이 있었다. 그래서 파업 당시 기존의 해피FM 주파수를 통해 방송이 전국으로 송출되었다. 하지만 임시 편성이라서 홍보는 없었고 주 청취자들은 온라인 스트리밍 앱으로 청취하고 있어서 큰 반향은 없었다. 이 상황은 KBS 노동조합(제1노조)이 11월 10일 파업을 잠정 중단한 이후에도 다음해 1월 23일까지 두 달 동안 계속되었는데, 제1노조는 조합원 대부분이 행정, 기술직인 반면, 기자와 PD, 아나운서 등의 직원들은 대부분 언론노조 KBS본부(제2노조, 또는 새노조)의 조합원이고, KBS 노동조합의 파업 중단과 상관없이 다음해 1월 23일까지 두 달 동안 파업을 계속했기 때문이다.
- 초대 DJ부터 곽진언 진행까지 키스 더 라디오는 아이돌 게스트 등 위주의 10 ~ 20대 대상의 음악오락 프로그램이었으나 박원 진행(2018년 12월 17일)부터는 20 ~ 30대 대상의 심야음악 프로그램으로 전환되었다가 비투비의 이민혁 진행(2021년 11월 1일)부터 10~20대 대상의 음악오락 프로그램으로 다시 전환되었다.
- 2021년 11월 1일부터 월요일 ~ 목요일 코너가 방송되었던 키스 더 라디오가 월요일, 수요일, 목요일은 중간광고가 허용하지 않는다. 화요일은 중간광고를 적용하지 않을 예정이었지만, SF9와 위키미키 스케줄 불참의 이유로 화요일 방송되었던 헬로 멜로는 바로 중간광고가 적용하는 것도 변경되었다.
- 클로징, 시보음 없이 매년 12월 31일에 쿨FM 단독 새해맞이 카운트다운 함께 진행되었다.